# Sierentz
Sierentz (Sierenz in tedesco e Siarez in dialetto alsaziano) è un comune francese di 3 994 abitanti situato nel dipartimento dell'Alto Reno nella regione del Grand Est. Si trova circa a metà strada tra Mulhouse e Basilea (Svizzera).

## Società

### Evoluzione demografica
Abitanti censiti